# Control de la població
| 7-8 nens 6-7 nens 5-6 nens 4-5 nens | 3-4 nens 2-3 nens 1-2 nens 0-1 nens |

Mapa del món que mostra els països per la taxa de fertilitat. Període 2005-2010.
7-8 nens
6-7 nens
5-6 nens
4-5 nens
3-4 nens
2-3 nens
1-2 nens
0-1 nens

El control poblacional o control de la població és la pràctica de limitar, mantenir o incrementar el nombre d'individus de determinada població -ja sigui una espècie animal o vegetal- en un territori. El control poblacional es duu a terme actuant bàsicament sobre dues variables: la reproducció o procreació -índex de natalitat- i la mortalitat.
En relació amb la població humana les diferents teories demogràfiques plantegen escenaris diversos sobre la necessitat o no del control de la població i els mètodes per desenvolupar aquest control. Els qui consideren l'actual creixement de la població com una explosió demogràfica consideren que les millores tecnològiques suposen un possible esgotament dels recursos naturals que posaria en perill a tota la població.

## Control poblacional exercit per l'ésser humà

### Control de la població dels éssers humans
Els éssers humans han exercit control sobre altres poblacions humanes o autocontrol sobre les seves pròpies poblacions.

#### Control sobre altres éssers humans
S'exerceix el control poblacional cap a altres grups o tribus competidores mitjançant dos tipus d'estratègies:

##### Control natural de la població
En absència de la medicina i el nivell d'organització associat a la civilització moderna, la població humana resta principalment sotmesa a factors naturals, tal com ha estat el cas per a la resta de les espècies al llarg de l'evolució al nostre planeta:
- Competència (biologia) amb altres espècies - p. ex. Llagostes, altres insectes.
- Epidèmies, causades per mutacions naturals en organismes patògens i/o la seva distribució geogràfica
- Desastres naturals tals com a grans terratrèmols, inundacions, vulcanisme, etc.
- Esgotament de concerts recursos naturals no renovables en una donada regió.
- Canvi climàtic al llarg de la història.

##### Estratègies de control agressives
Històricament alguns grups ètnics, religiosos o ideològics han intentat exercir control poblacional per mitjans violents:
- Genocidi
- Guerres,
- Setge a ciutats,
- Exclusió per la força de territoris i els seus recursos associats.
- Avortament obligatori
- Infanticidi, practicat en l'antiga Grècia o fins recentment a certes regions d'Àsia.
- Eugenèsia involucrant l'esterilització forçada de certs col·lectius.

##### Estratègies de Control Culturals
Estratègies que freqüentment es consideren més acceptables del punt de vista de l'ètica moderna són les que apareixen entramades en la cultura social, antropològica i política de les societats:
- Educació i major acceptació dels drets de la dona.
- Religions més modernes, més tolerants pel que fa a la planificació familiar.
- Costums, acceptació de tipus de família model amb màxim de dos fills, major tolerància de l'homosexualitat.
- Adoctrinament polític.

## Pràctica del control poblacional

### Superpoblació mundial
Actualment en algunes nacions hi ha diversos grups socials i ideologies que afirmen que no existeixen riscos ni problemes per la superpoblació i no és necessari cap mena de control de població mundial, mentre altres grups estan alarmats que diuen que és un gran risc i insensatesa no imposar o acte imposar controls demogràfics.

#### Catàstrofe malthusiana
Es parla de catàstrofe malthusiana quan una població creix massa i tal creixement sobrepassarà la capacitat productiva o de suport i no s'aplica cap mena de control de població, necessàriament això conduirà a alguna catàstrofe o crisi, que es podria denominar de "control per la mateixa naturalesa", que neutralitza el conflicte, però per descomptat a un alt cost de sofriment pels qui queden en l'etapa de transició.
La pràctica del control de la població ha estat de vegades voluntària, com a resposta a la pobresa, o derivada d'una ideologia religiosa, però en certs llocs i dates ha estat imposada per decisió del seu propi govern. Això es planteja generalment per millorar la qualitat de vida de la societat o per prevenir una catàstrofe malthusiana. També pot ser motivada en nom de l'eugenèsia, del racisme, i de l'interès econòmic o expansionista particular de països poderosos sobre uns altres més febles (per exemple conquista d'Amèrica pels europeus, o altres casos més actuals).

### Control poblacional de la República Popular Xinesa
La República Popular Xina és un dels exemples més impactants en el control poblacional en les últimes dècades, mitjançant procediments legals i econòmics, que obliguen per exemple a pagar multes i fer-se càrrec del cost dels serveis sanitaris als qui sobrepassen els límits marcats, generalment un o dos fills per parella.

### Altres respostes a l'excés de població

#### Migracions
La Migració cap a fora o cap a dintre (emigració o immigració) és un altre estil de control demogràfic que les mateixes poblacions humanes o animals generen quan hi ha falta de fonts d'aliments, terrenys apropiats per conrear, o un clima amenaçador. Els moviments migratoris humans a gran escala solen causar greus conflictes i desequilibris entre comarques o països.

#### Mètodes anticonceptius i salut
El descobriment, comercialització i difusió per tot el món de mètodes i fàrmacs anticonceptius -amb especial importància el preservatiu i la píndola anticonceptiva- juntament amb la difusió d'algunes pràctiques de salut femenina han aconseguit que algunes poblacions humanes puguin autoregular-se millor que si no disposessin d'aquestes tecnologies.
Organitzacions com Optimum Population Trust busquen limitar la població mundial per frenar el canvi climàtic i proposen el control de la natalitat mitjançant l'ús de mètodes anticonceptius.

#### Factors culturals
No obstant això com a resultat de la falta d'accés a la informació de grans sectors de la població mundial sobretot als Països en vies de desenvolupament i a la continuïtat en l'existència d'influents grups socials, religiosos o ideològics que desconeixen o no poden acceptar el control poblacional, l'increment de població humana continua amb especial rapidesa a les regions de major pobresa i/o culturalment més retardades.

## Control de la població d'animals i plantes
Els éssers humans han realitzat pràctiques de control per mil·lennis cap a altres espècies animals i/o vegetals, quan les han domesticat i criat per al seu consum com aliment o com a explotació per obtenir algun profit o producte, tals com: transport, llana, ous, llet, pells, fusta, grans. També han delmat fauna o flora que perjudicava els seus interessos i suposava una amenaça (mala herba, aranyes, serps, llops, etc.). El control segons el seu estil i intensitat pot produir diferents resultats, tant positius com a negatius, tals com l'eugenèsia (reproducció selectiva), evolució induïda, extinció, explotació i esclavitud. Aquest control sol tenir conseqüències negatives no desitjades originalment per l'espècie o classe controlada, i conseqüències positives per qui exerceix el control.